# صفوان بن عسال
صفوان بن عسال المُرادي صحابي من بني الرّبض بن زاهر بن عامر بن عوبثان بن مراد، وغزا مع النبي محمد اثنتي عشرة غزوة. سكن الكوفة.

## روايته للحديث
روى عنه عبد الله بن مسعود، وزر بن حبيش، وعبد الله بن سلمة، وأبو الغريف، فعن عبد الله بن مسعود، قال: «حدثني صفوان بن عسّال المرادي، قال: أتيت النبي ﷺ، وهو متكئ في المسجد على برد له أحمر، فقلت: يا رسول الله، إني جئت أطلب العلم، قال: "مَرْحَبًا بِطَالِبِ الْعِلْمِ، إِنَّ طَالِبَ الْعِلْمِ لَتَحُفُّهُ الْمَلَائِكَةُ بِأَجْنِحَتِهَا"».